# Episodi di Batman Unlimited (prima stagione)
La prima stagione della serie animata Batman Unlimited è andata in onda negli Stati Uniti dal 4 maggio 2015.
| N° | Titolo originale                                        | Titolo italiano | Prima TV USA      |
| -- | ------------------------------------------------------- | --------------- | ----------------- |
| 1  | Training Standoff                                       |                 | 4 maggio 2015     |
| 2  | Batman Takes On Solomon Grundy                          |                 | 4 maggio 2015     |
| 3  | Red Robin and Nightwing Take Down Killer Croc           |                 | 4 maggio 2015     |
| 4  | Batman and Red Robin Take On Man-Bat                    |                 | 19 giugno 2015    |
| 5  | Batman and Nightwing Gadget-Up To Go Against Silverback |                 | 19 giugno 2015    |
| 6  | The Race is On! Batman and The Flash vs. Cheetah        |                 | 19 giugno 2015    |
| 7  | Super Hero Training Battle                              |                 | 19 giugno 2015    |
| 8  | Nightwing and Red Robin vs. Silverback                  |                 | 19 giugno 2015    |
| 9  | Battle in the Streets                                   |                 | 19 giugno 2015    |
| 10 | Bank Robbery Gone Wrong                                 |                 | 22 giugno 2015    |
| 11 | Duel With The Penguin                                   |                 | 30 giugno 2015    |
| 12 | Iced Out                                                |                 | 7 luglio 2015     |
| 13 | Bank Heist                                              |                 | 14 luglio 2015    |
| 14 | Fishing for Grundy                                      |                 | 21 luglio 2015    |
| 15 | Fight Night at the Museum                               |                 | 28 luglio 2015    |
| 16 | Boardwalk Battle                                        |                 | 4 agosto 2015     |
| 17 | Training Exercises                                      |                 | 11 agosto 2015    |
| 18 | Divide and Conquer                                      |                 | 18 agosto 2015    |
| 19 | No Joke                                                 |                 | 25 agosto 2015    |
| 20 | Bane Packs a Punch                                      |                 | 1º settembre 2015 |
| 21 | Run for the Money                                       |                 | 8 settembre 2015  |
| 22 | Armored Truck Heist                                     |                 | 15 settembre 2015 |